# Espuri Servili Estructe (tribú consular)
Espuri Servili Estructe (llatí: Spurius Servilius Structus) va ser un polític i militar romà del segle iv aC. Formava part de la gens Servília.
L'any 368 aC va ser elegit tribú amb potestat consular juntament amb Servi Corneli Maluginense, Servi Sulpici Pretextat, Tit Quinti Cincinnat Capitolí, Luci Papiri Cras i Luci Veturi Cras Cicurí.
Quan els tribuns de la plebs Gai Licini Calvus Estoló i Luci Sexti Sextí Laterà van convocar les tribus a votar els projectes de llei que havien elaborat a favor dels plebeus, tot i la posició contrària que havien manifestat els altres tribuns de la plebs, controlats pels patricis, el Senat va nomenar Marc Furi Camil dictador per quarta vegada, amb l'objectiu d'impedir la votació de les Lleis Liciniae-Sextiae proposades per Licini i Sexti.
| «                                        | I com que les tribus ja havien estat cridades a votar i el veto dels seus companys ja no obstaculitzava els promotors de les lleis, els alarmats patricis van recórrer als dos remeis extrems: el més alt dels càrrecs i el ciutadà que es posava per sobre de tots els altres. Van decidir nomenar un dictador. L'elecció va recaure en Marc Furi Camil, que va triar a Luci Emili com a mestre de la cavalleria | » |
| — Titus Livi. Ab Urbe Condita, VI, 4, 38 | |   |